# Henry Rey (dirigeant sportif)
Pour les articles homonymes, voir Rey et Henry Rey.
Henry Rey, né à une date inconnue à Monaco et mort le 13 janvier 2025, est un dirigeant sportif monégasque, notamment du club de football AS Monaco FC et homme politique monégasque. 

## Biographie
Henry Rey est le fils du juriste et homme politique Jean-Charles Rey.
Né à Monaco, il a été le président de l'AS Monaco FC de 1970 à 1972,.
Par la suite, Henry Rey préside le Comité olympique monégasque de 1975 à 1994, laissant sa place au prince Albert II de Monaco. À ce poste, il est l'un des fondateurs des Jeux des petits États d'Europe, qui rassemblent les pays européens de moins d'un million d'habitants.
Henry Rey succède à son père Jean-Charles Rey à la tête de l’étude notariale ainsi qu’en politique, élu au Conseil national pendant quarante ans (de 1968 à 2008 soit 8 mandats) au sein du parti politique Union nationale démocratique, devenu le Rassemblement pour Monaco.
Henry Rey est également membre du Conseil de la Couronne et président du Monte-Carlo Golf Club.

## Décoration
- Grand officier de l'ordre de Saint-Charles[6]